# Brienon-sur-Armançon
Brienon-sur-Armançon là một xã của Pháp,tọa lạc ở tỉnh Yonne trong vùng Bourgogne. Dân địa phương tiếng Pháp gọi là Brienonnais (nam giới) và Brienonnaise (nữ giới).

## Hành chính
| Danh sách các thị trưởng               |           |                   |      |         |
| Giai đoạn                              | Giai đoạn | Tên               | Đảng | Tư cách |
| tháng 3 năm 2001                       | mars 2008 | Jean-Claude Carra |      |         |
| mars 2008                              | mars 2014 |                   |      |         |
| Tất cả các dữ liệu trước đây không rõ. |           |                   |      |         |

## Thông tin nhân khẩu
| Năm | 1962 | 1968 | 1975 | 1982 | 1990 | 1999 |
| --- | ---- | ---- | ---- | ---- | ---- | ---- |
| Dân số | 2949 | 2951 | 3169 | 3154 | 3088 | 3234 |
| From the year 1962 on: No double counting—residents of multiple communes (e.g. students and military personnel) are counted only once. |      |      |      |      |      |      |